# 월곡역 (폐역)
월곡역(月谷驛)은 경춘선의 폐역된 역이다. 서울 지하철 6호선의 월곡역과는 다른 역이다.

## 연혁
- 1939년 7월 20일 : 정류장으로 영업 개시[1]
- 1967년 7월 1일 : 차급 및 소급화물 취급 정지[2]
- 1969년 8월 1일 : 무인화[3]
- 1970년 1월 1일 : 폐역[4]

## 같이 보기
- 월곡역